# Cathy Harvin
Cathy Jane Harvin (Quantico, 31 de dezembro de 1953 - 4 de dezembro de 2010) foi uma política norte-americana do Partido Democrata e legisladora pela Carolina do Sul.